# Scriptaphyosemion etzeli
Scriptaphyosemion etzeli är en fiskart som först beskrevs av Berkenkamp, 1979.  Scriptaphyosemion etzeli ingår i släktet Scriptaphyosemion och familjen Nothobranchiidae. IUCN kategoriserar arten globalt som akut hotad. Inga underarter finns listade i Catalogue of Life.